# Achillea barbeyana
Achillea barbeyana là một loài thực vật có hoa trong họ Cúc. Loài này được Heldr. & Heimerl mô tả khoa học đầu tiên năm 1884.